# Санконак
Санкона́к (фр. Senconac) — коммуна во Франции, находится в регионе Юг — Пиренеи. Департамент коммуны — Арьеж. Входит в состав кантона Ле-Кабан. Округ коммуны — Фуа.
Код INSEE коммуны — 09287.

## Население
Население коммуны на 2008 год составляло 5 человек.
| 1896 | 1962 | 1968 | 1975 | 1982 | 1990 | 1999 | 2008 |
| ---- | ---- | ---- | ---- | ---- | ---- | ---- | ---- |
| 109  | 31   | 21   | 15   | 16   | 10   | 8    | 5    |

## Экономика
В 2007 году среди 2 человек в трудоспособном возрасте (15—64 лет) 2 были экономически активными, 0 — неактивными (показатель активности — 100,0 %, в 1999 году было 75,0 %).

## Достопримечательности
- Церковь XIX века